# Christian Frédéric Dagobert de Waldner de Freundstein
Pour les articles homonymes, voir Waldner et Freundstein.
Pour les autres membres de la famille, voir Famille de Waldner von Freundstein.
Christian-Frédéric-Dagobert, comte de Waldner de Freundstein (15 avril 1712, Ribeauvillé - 20 mars 1783), est un général français.

## Biographie
Né à Ribeauvillé 15 avril 1712, Christian Frédéric Waldner von Freundstein est le fils de Frédéric-Louis de Waldner de Freundstein et de Franziska Salome Wurmser von Vendenheim zu Sundhausen. Il est le cousin germain de Dagobert von Wurmser.
Entré au service comme enseigne au régiment suisse de May le 18 septembre 1728, il est sous-lieutenant en 1729, et remplit les fonctions d'aide-major de 1730 à 1734 et sert sur le Rhin. Passé dans le régiment de Burky avec le grade de capitaine, il est nommé capitaine commandant au régiment des Gardes suisses en 1741. 
Il devient aide de camp du prince de Dombes, Louis-Auguste de Bourbon, et commandant-général des Suisses, en 1744.
En 1743, il fait la campagne sur le Rhin avec le duc de Noailles, Adrien Maurice de Noailles, puis en 1744, il se trouve aux combats des lignes de Wissembourg, aux sièges de Menin, d'Ypres, et de Fribourg en 1744.
Il sert de nouveau aux gardes suisses, avec lesquels il participe à la bataille de Fontenoy et au siège de Tournai en 1745 et est de nouveau aide de camp du prince de Dombes en 1746. 
Nommé brigadier des armées du roi en 1746, il combat à la bataille de Lauffeld et il est nommé colonel du régiment de Waldner le 24 juin 1755 et succèdant à Jean-Baptiste André Wittmer le 13 novembre 1757, et participe à la tête du régiment à la bataille de Rossbach.
Maréchal de camp le 1er mai 1758, il commande l'aile droite de l'armée de Victor-François duc de Broglie à la bataille de Sandershausen et se distingue aux batailles de Krefeld et de Lutzelberg.
Il reçoit la Grand-croix de l'Ordre du Mérite militaire le 29 juin 1759, et, commandant militaire de la Hesse, qu'il défend et conserve, il se trouve au siège de Münster. Il combat à la tête de la brigade de Navarre à la bataille de Corbach en 1760. 
Il continue de servir en Allemagne en 1761 et 1762, et est créé lieutenant général des armées du roi le 25 juillet 1762.
Il est commandant en chef du camp des Suisses à Compiègne en 1767 et reçoit une pension de 6 000 francs sur les affaires de la Suisse le 20 juillet 1767. Il reçoit du roi Louis XV le titre de comte, transmissible par ordre de progéniture et nommé inspecteur des troupes en Alsace en 1777. Il est bourgeois honoraire de la république de Mulhouse et membre du conseil de la ville d'Auran. 
Le comte de Waldner meurt à Paris le 10 mars 1783, et est enterré au château d'Ollwiller, près de Soultz, en Alsace.
Il épouse en premières noces Louise Françoise Heuzé de Vauloger (veuve du fermier général Louis Joseph Vatboy du Metz, marquis de Ferrières), puis en secondes noces Françoise Hélène Munch (petite-fille d'Antoine Richard Brunck, chancelier de la principauté de Murbach-Lure).
Sa fille, Victorine Desroches de Lisle, est la grand-mère maternelle du compositeur Hector Berlioz.